# El Ahuijote
El Ahuijote är en ort i Mexiko.   Den ligger i kommunen Churumuco och delstaten Michoacán de Ocampo, i den södra delen av landet, 290 km väster om huvudstaden Mexico City. El Ahuijote ligger 244 meter över havet och antalet invånare är 123.
Terrängen runt El Ahuijote är huvudsakligen kuperad, men åt sydost är den platt. Runt El Ahuijote är det glesbefolkat, med 15 invånare per kvadratkilometer. Närmaste större samhälle är Churumuco de Morelos, 13,6 km öster om El Ahuijote. Trakten runt El Ahuijote består till största delen av jordbruksmark.